# Ferrovia Bellinzona-Mesocco
La ferrovia Bellinzona-Mesocco era una linea ferroviaria svizzera a scartamento metrico che percorreva la Valle Mesolcina.
Inaugurata nel 1907 e chiusa al traffico passeggeri regolare nel 1972; dal 1995 al 2013 è stata in uso come linea turistica nella sola tratta Castione-Cama.

## Storia

### Costruzione
Sulla scia dell'apertura al traffico della Ferrovia del S. Gottardo, anche dalla Valle Mesolcina si levarono voci a favore di un collegamento con la nuova trasversale europea, a maggior ragione vista l'ottimale collocazione nell'ottica di un collegamento Coira-Bellinzona attraverso il Passo del San Bernardino. Allo scopo vennero allestiti diversi progetti per una ferrovia da Castione-Arbedo a Mesocco; un primo contratto tra la Società Ferrovia elettrica Bellinzona-Mesocco (fondata il 26 luglio 1903 a Lostallo, con sede a Mesocco) e la SA già Johann Jakob Rieter di Töss quale impresa generale venne concluso il 13 maggio 1905 (la consegna dell'opera, suddivisa in due lotti, era prevista entro il 1906). Il primo tronco tra Bellinzona e Lostallo venne aperto all'esercizio il 6 maggio 1907 mentre il restante tratto fino a Mesocco venne reso disponibile al traffico il 31 luglio dello stesso anno. Lungo il percorso si trovavano 3 tunnel, 28 ponti - tra cui 3 grossi viadotti sul fiume Moesa - e 16 stazioni. L'alimentazione elettrica era assicurata da una centrale sita nel comune di Mesocco in località Cebbia; essa turbinava le acque della Moesa che venivano captate presso la chiesa di S. Giacomo.

### Esercizio

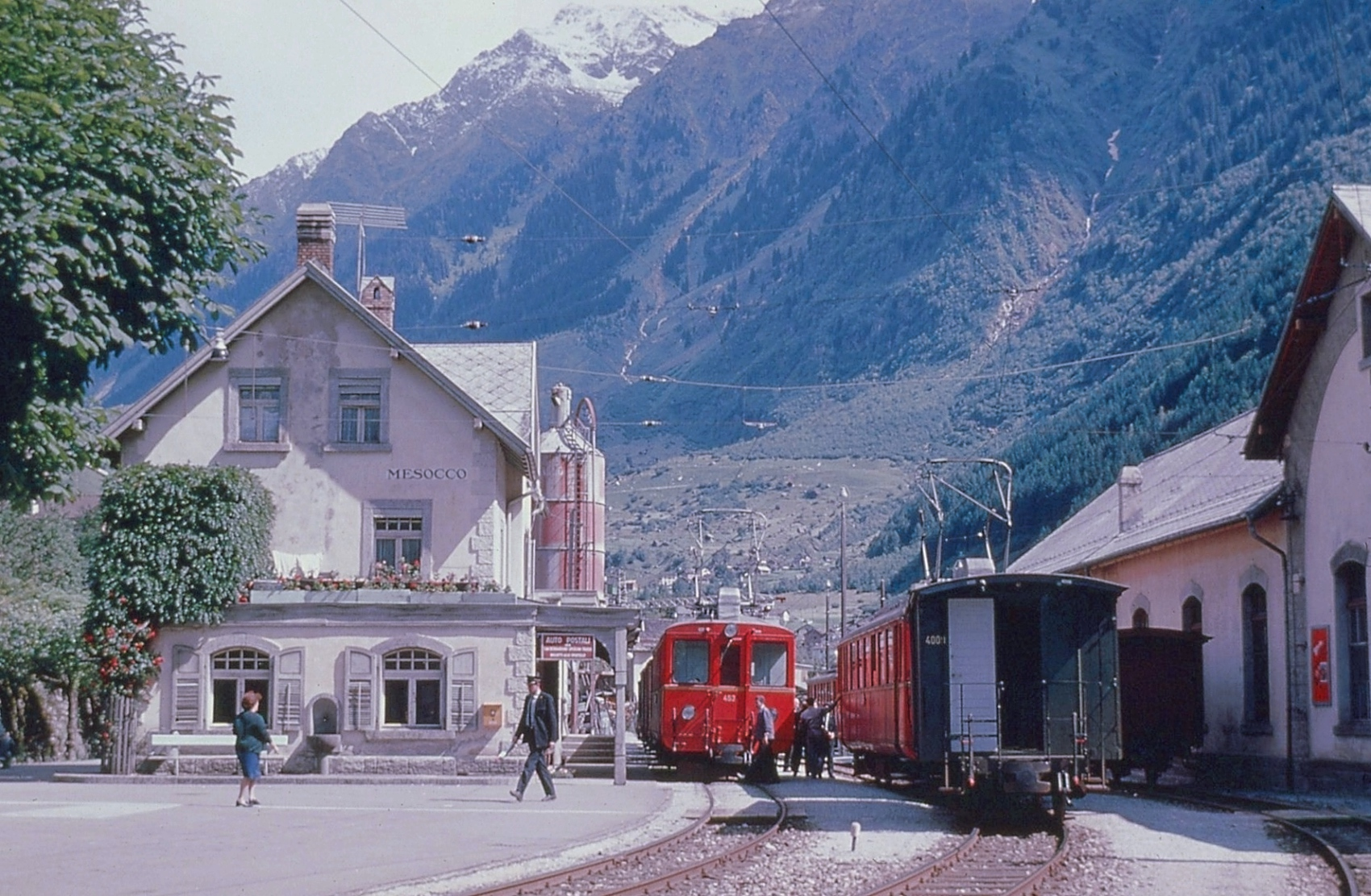
La stazione di Mesocco intorno al 1970; visibili due elettromotrici appartenenti alla dotazione originaria della ferrovia.

Nel 1942 (con effetto retroattivo al 31 dicembre 1941) la linea, al pari delle altre ferrovie a scartamento ridotto grigionesi all'epoca ancora indipendenti, venne assorbita dalla Ferrovia Retica (FR), in modo tale da poter beneficiare degli aiuti federali alle ferrovie private. Già dagli anni trenta, con l'apertura nel 1933 della strada cantonale del San Bernardino agli autoveicoli, la situazione finanziaria della linea mesolcinese iniziò a peggiorare, tanto da richiedere nel 1936 un aiuto (negato) da parte del governo di Berna; come se non bastasse, il prolungamento della ferrovia verso Thusis era peraltro ormai destinato a rimanere sulla carta, a causa dell'orientamento del Consiglio Federale contrario sin dai primi del Novecento ad una linea alternativa a quella del Gottardo, anche se nel decreto federale del 2 febbraio 1923 l'Assemblea Federale aveva dato il consenso della concessione per la costruzione e l'esercizio ferroviario secondo il Consiglio federale del 19 giugno 1922, era anche previsto un prolungamento con la stazione FFS, ma a causa dell'aumento urbanistico di Bellinzona, il progetto non venne mai realizzato. Le nubi vennero almeno in parte spazzate via da una prima perizia nel 1941; questa consigliava il mantenimento e l'ammodernamento (compresa la conversione all'alimentazione a 11 kV 16 2/3 Hz tipica della FR) della ferrovia. La prospettata modernizzazione si rivelò tuttavia consistere in parsimoniosi interventi; in particolare non venne quasi acquistato materiale rotabile di nuova costruzione, preferendo revisionare, tra il 1943 e il 1947, le cinque elettromotrici della dotazione originale, costruite nei primi del Novecento da Oerlikon con parte meccanica della praghese Ringhoffer, e sostituendo le carrozze con altre che, per la loro vetustà, si rivelarono responsabili di frequenti deragliamenti.

### Declino e chiusura
Un primo concreto colpo all'esistenza della ferrovia venne dato dalla costruzione della strada nazionale N 13; questa richiese infatti la demolizione del fabbricato viaggiatori di Roveredo, il quale venne sostituito da un prefabbricato posto sul lato opposto della via ferrata. Nonostante alcune perizie a favore della ferrovia e proteste della popolazione locale, il Consiglio federale decise infine di attribuire alle PTT, a decorrere dall'orario estivo 1972, l'esercizio del servizio viaggiatori tra Bellinzona e Mesocco (l'autolinea avrebbe così potuto assicurare anche le coincidenze presso la stazione di Bellinzona delle FFS); sempre con effetto 27 maggio 1972 veniva inoltre soppressa la tratta da Bellinzona a Castione-Arbedo; a partire da quest'ultima località, nella quale era possibile effettuare un interscambio con le FFS, la ferrovia avrebbe continuato ad esercire il solo servizio merci. Nel frattanto, nel 1969, a causa di due incidenti erano andate distrutte tre delle cinque elettromotrici in servizio.
Un nubifragio nella notte tra il 7 e l'8 agosto 1978 causò gravi danni alla parte superiore della linea ferroviaria, tanto che l'esercizio tra Cama e Mesocco dovette essere sospeso. Quella parte di linea venne poi soppressa con effetto 9 dicembre 1979.
A partire dal 3 giugno 1993 vennero effettuate corse viaggiatori a carattere turistico tra Castione-Arbedo e Cama, divenuto regolare dal 1995 grazie all'Associazione Amici della Ferrovia Mesolcinese (AAFM), fondata nel 1985 al fine di ripristinare un servizio passeggeri turistico.
La FR decise di cessare il servizio merci a partire dal 13 dicembre 2003; contestualmente a ciò, l'anno successivo, sia la concessione n. 591 per il trasporto di viaggiatori che la concessione n. 5145 per la costruzione e l'esercizio dell'infrastruttura ferroviaria vennero trasferite alla Società esercizio ferroviario turistico (SEFT), nuova denominazione, dal 2000, dell'AAFM.
Il futuro della ferrovia venne tuttavia di nuovo messo in dubbio a causa di conflitti con delle costruzioni stradali presso Roveredo, tanto che anche i cinque Comuni della valle attraversati dalla ferrovia (San Vittore, Roveredo, Grono, Leggia e Cama) hanno chiesto al Canton Grigioni, il quale ha demandato la questione all'Ufficio federale dei trasporti, una deconcessione anticipata dell'infrastruttura, la concessione per il trasporto regolare di viaggiatori essendo già scaduta il 14 dicembre 2013. Il 27 ottobre 2013 si fece l'ultima corsa turistica fra Castione e Cama e cessò il servizio definitivamente.

## Percorso
| Unknown route-map component "exKBHFa" |

| Unknown route-map component "exHST" |

| Unknown route-map component "CONTgq" | Unknown route-map component "xKRZo" | Unknown route-map component "STR+r" |

|  | Unknown route-map component "exhKRZWae" | Unknown route-map component "LSTR" |

|  | Unknown route-map component "exBHF" | Station on track |

|  | Unknown route-map component "exSTR" | Unknown route-map component "CONT2+g" |

| Unknown route-map component "exHST" |

| Unknown route-map component "exHST" |

| Unknown route-map component "exSTR+GRZq" |

| Unknown route-map component "exDST" |

| Unknown route-map component "exBHF" |

| Unknown route-map component "exBHF" |

| Unknown route-map component "exWBRÜCKE1" |

| Unknown route-map component "exHST" |

| Unknown route-map component "exWBRÜCKE1" |

| Unknown route-map component "exBHF" |

| Unknown route-map component "exBHF" |

| Unknown route-map component "exBHF" |

| Unknown route-map component "exHST" |

| Unknown route-map component "exHST" |

| Unknown route-map component "exBHF" |

| Unknown route-map component "exBHF" |

| Unknown route-map component "exBST" |

| Unknown route-map component "exBHF" |

| Unknown route-map component "exBHF" |

| Unknown route-map component "exLSTR" |

## Galleria d'immagini

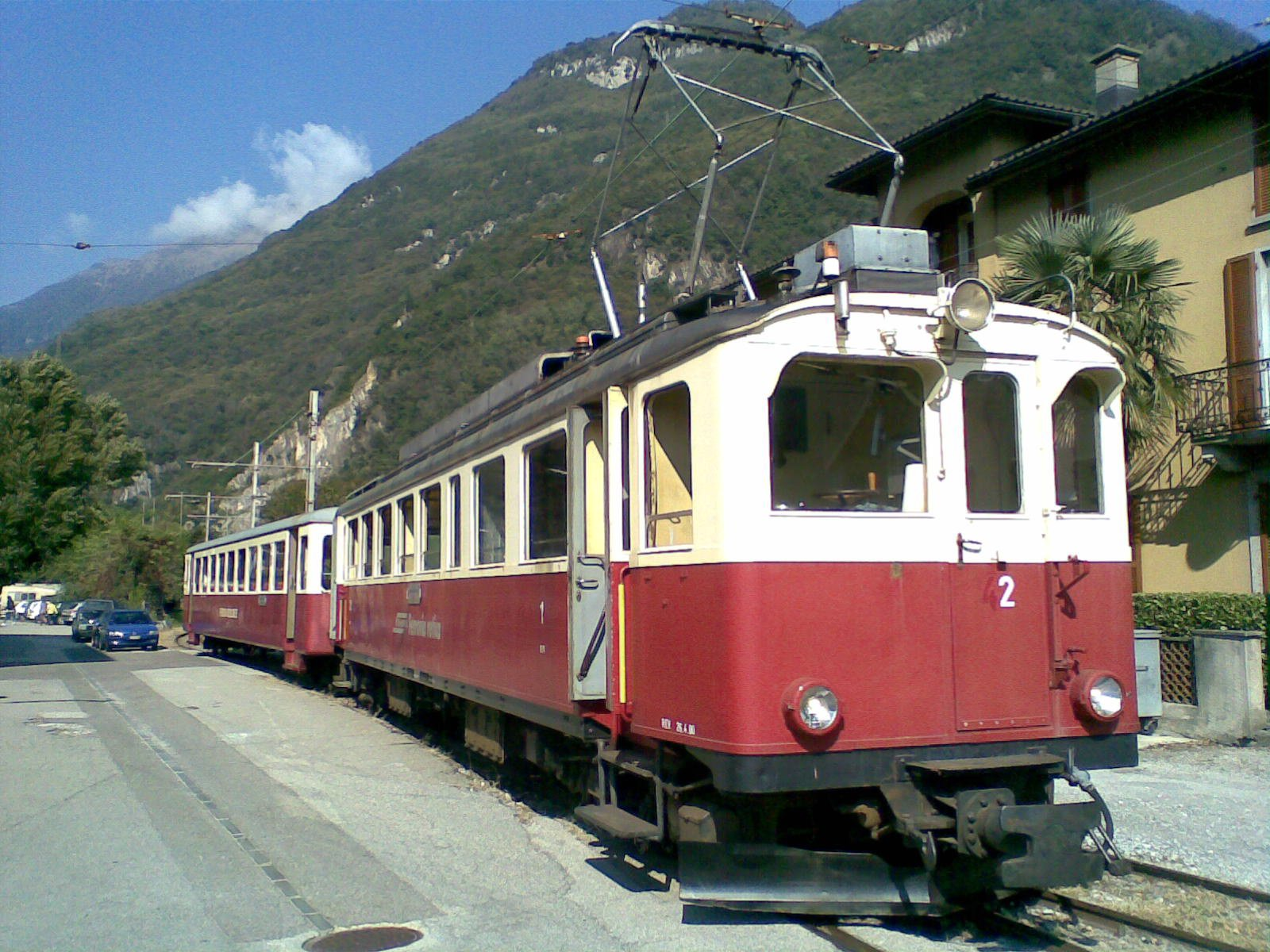
Convoglio della Bellinzona–Mesocco
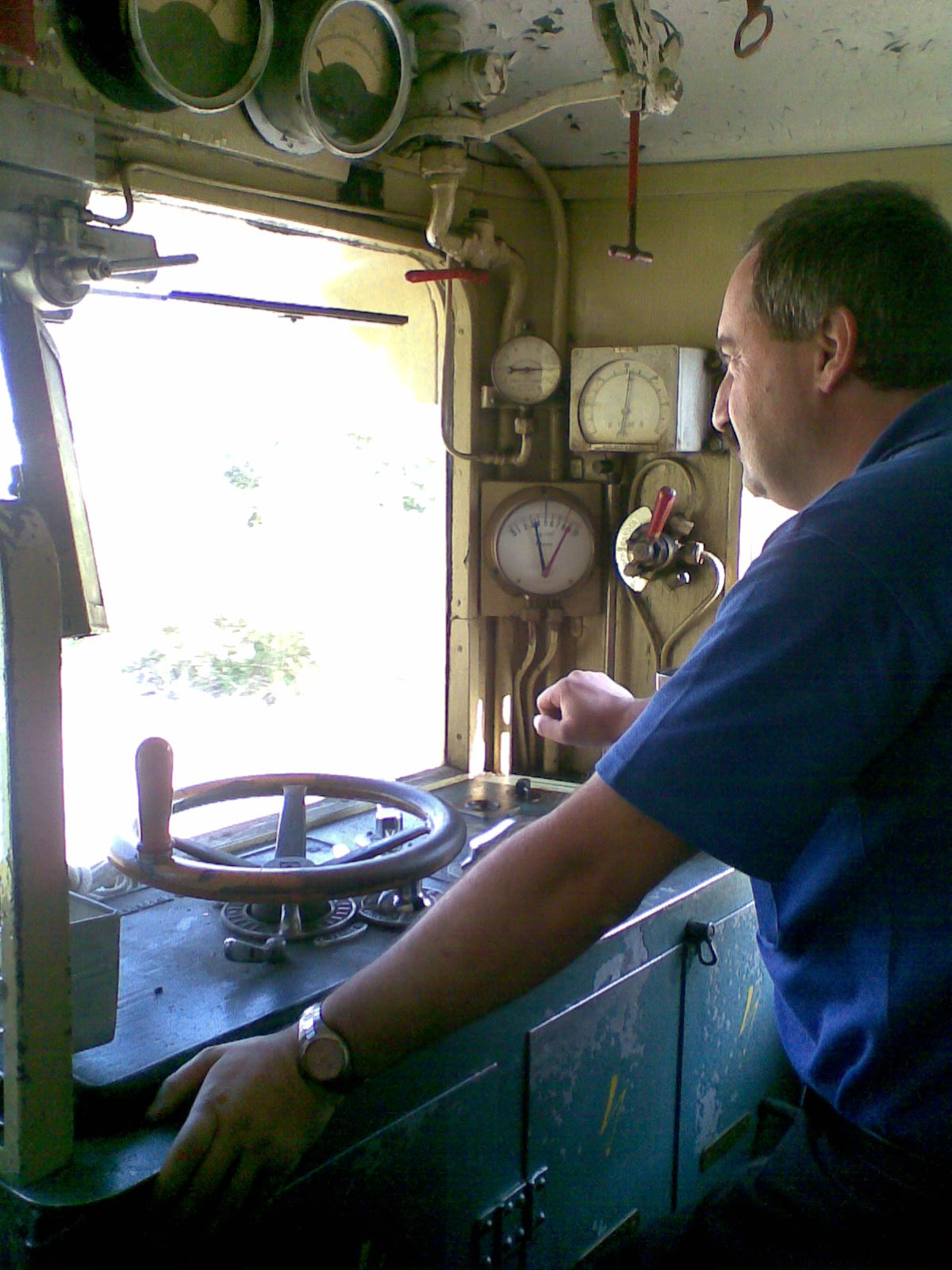
La cabina di comando
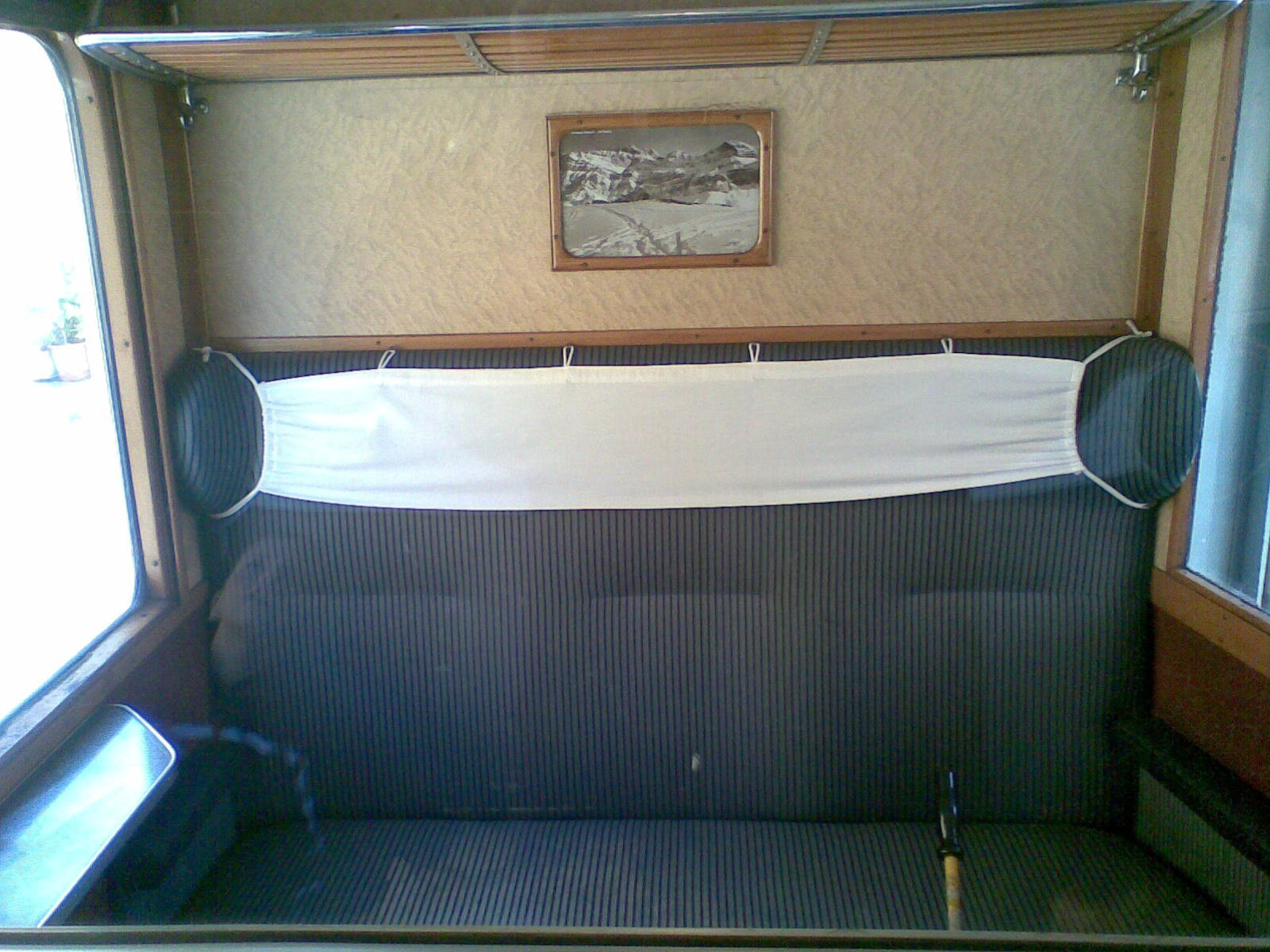
Poltroncina di prima classe
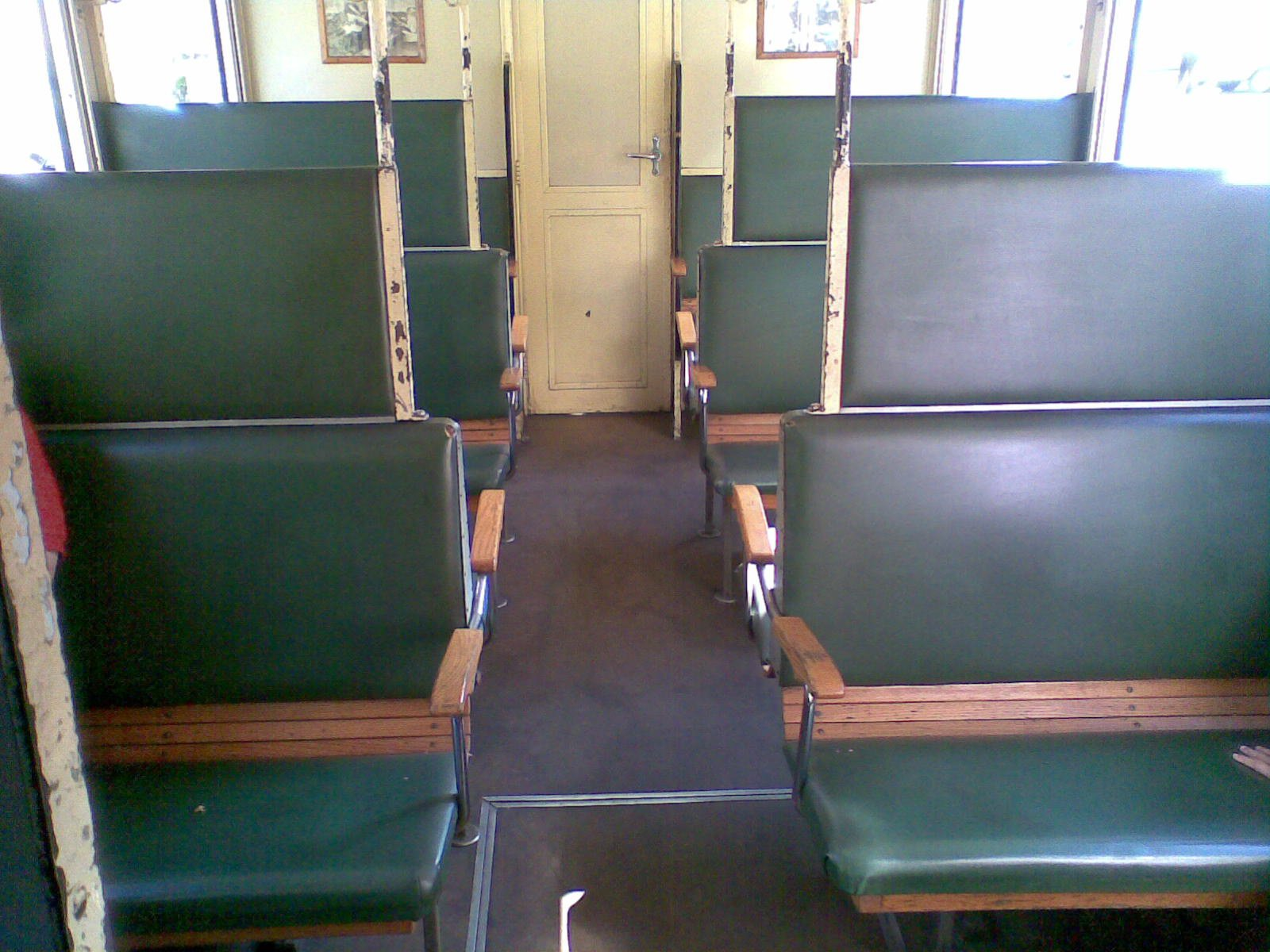
Vagone di seconda classe
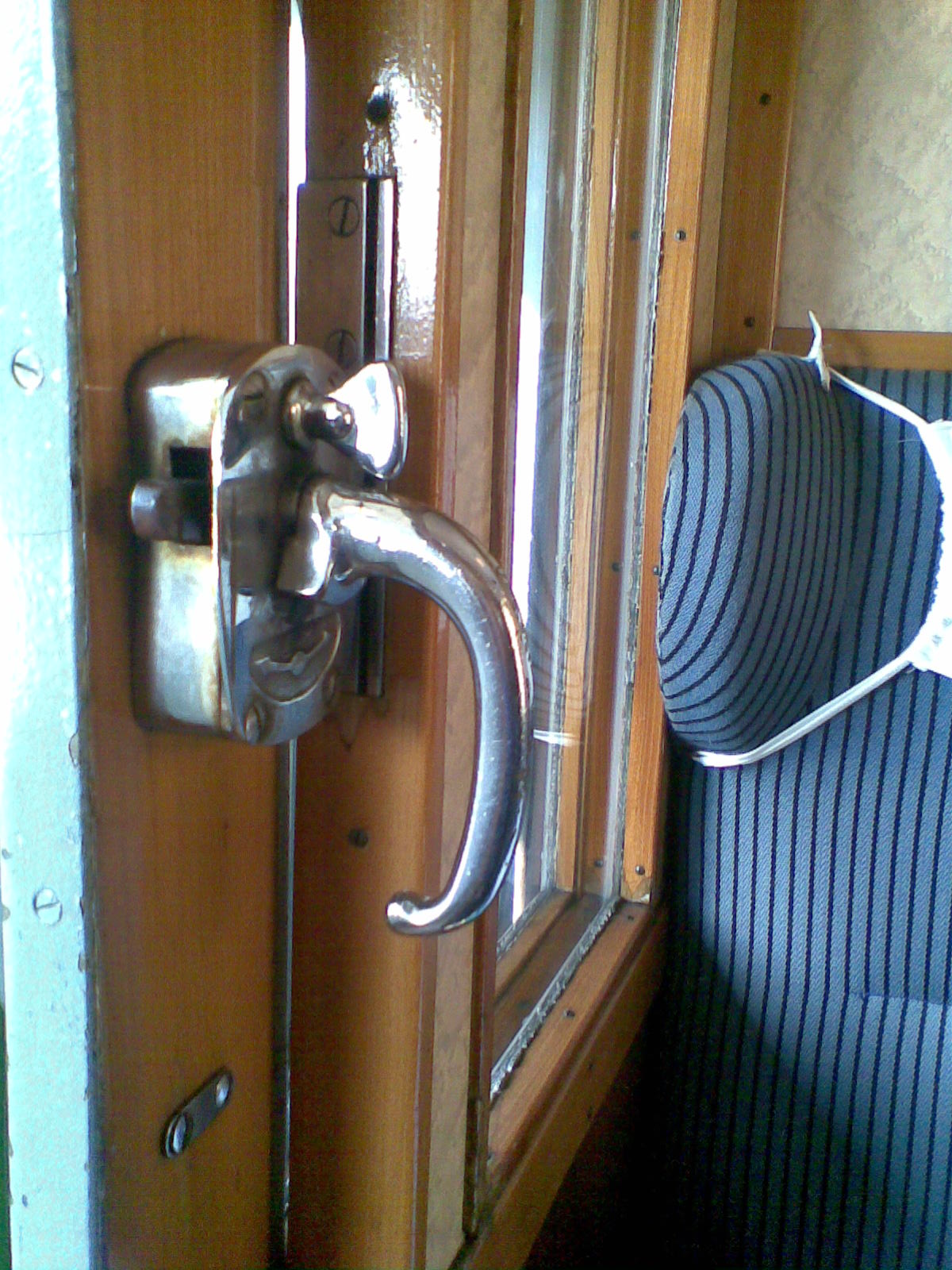
Maniglie di altri tempi
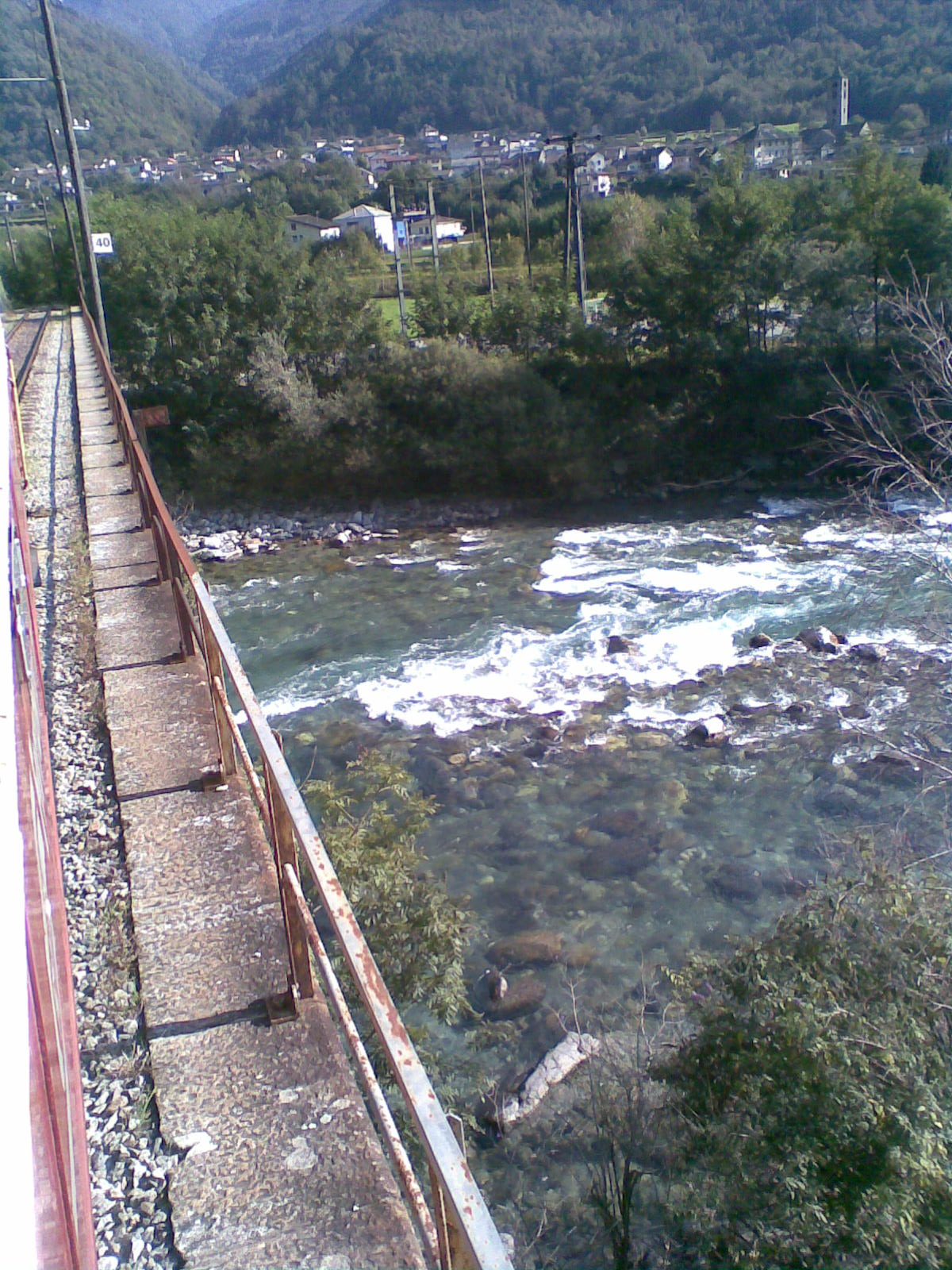
Passaggio sul fiume Moesa
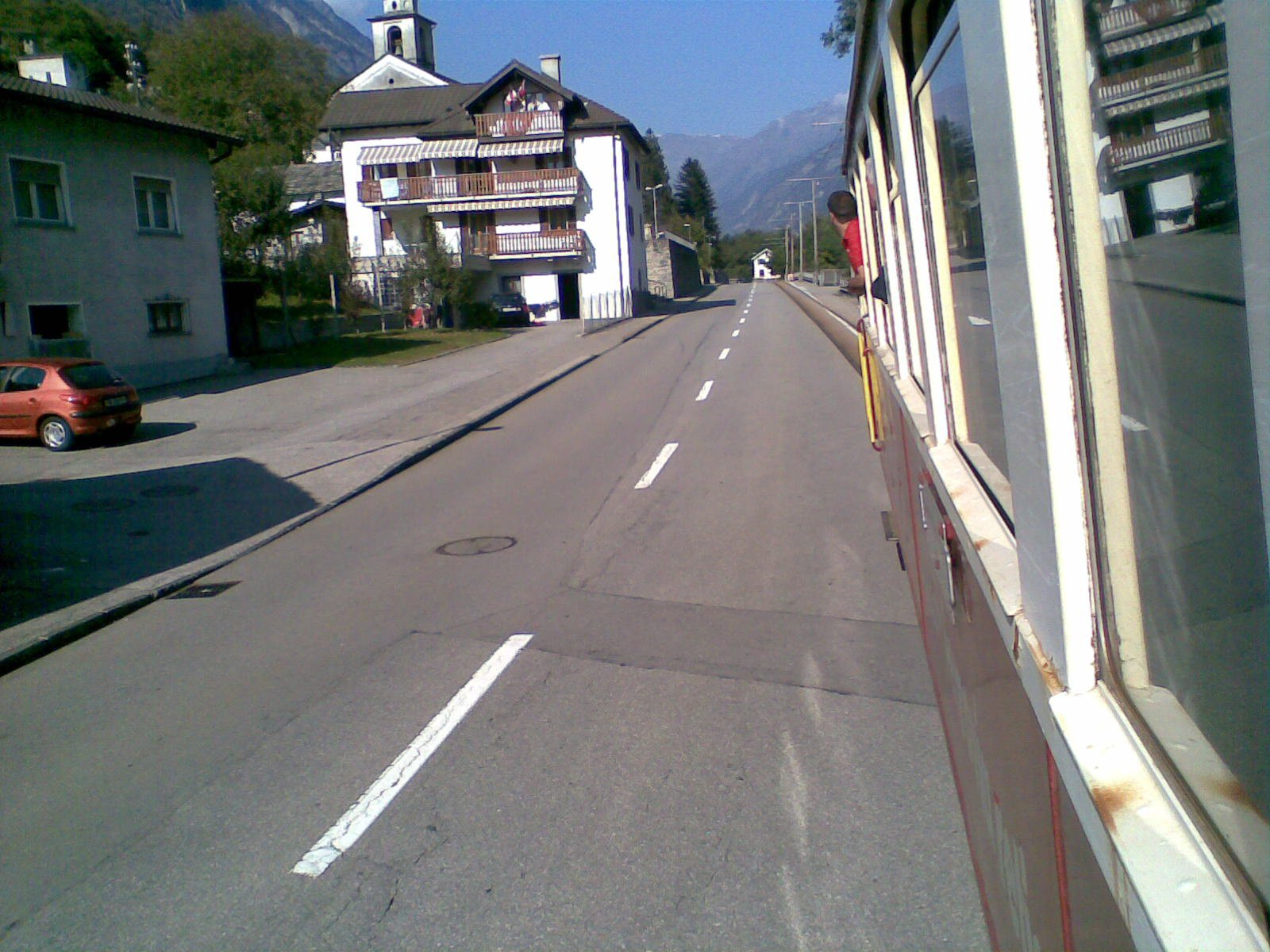
Percorso "stradale"
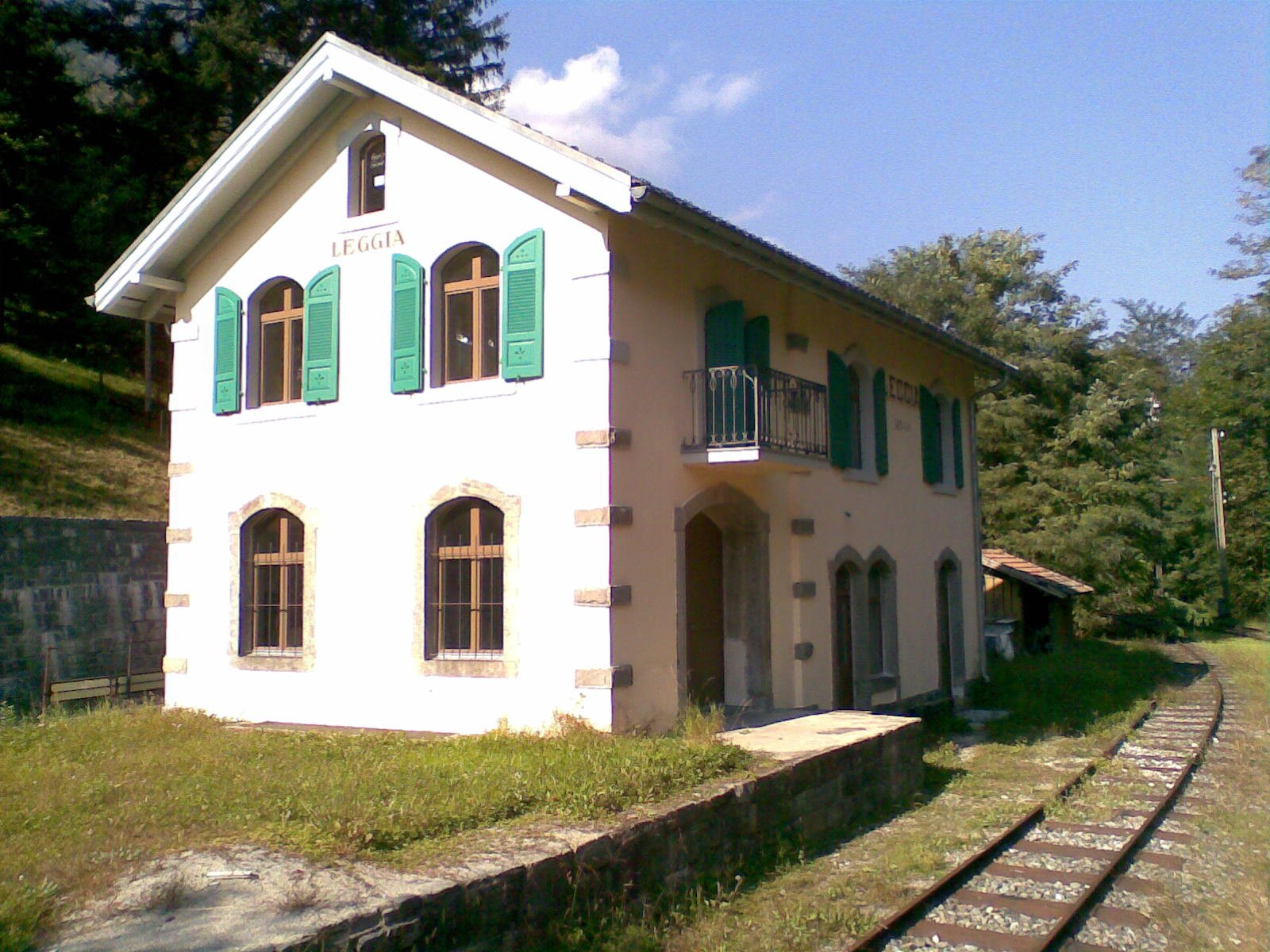
Leggia La vecchia stazione
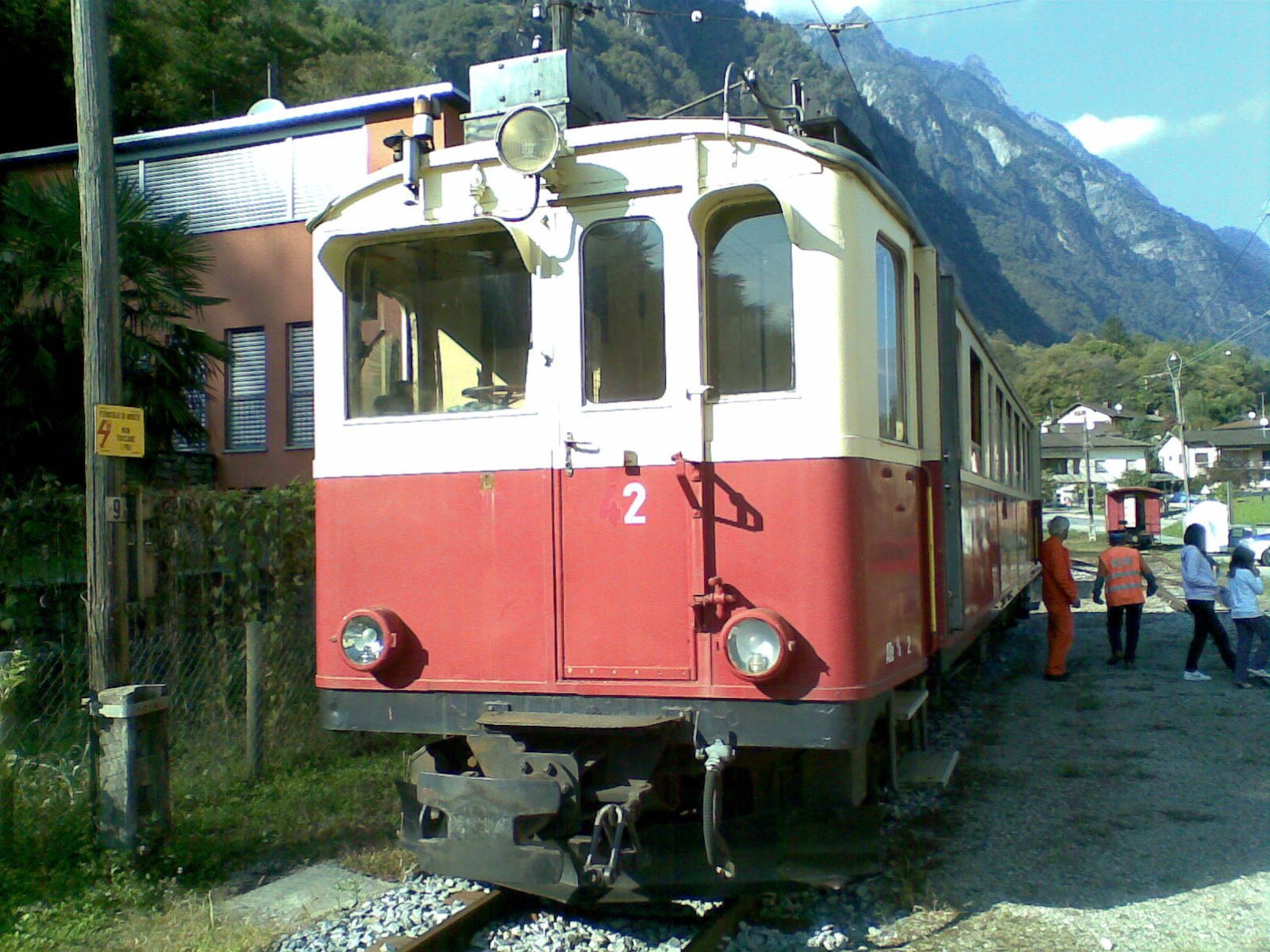
Cama Stazione fine corsa
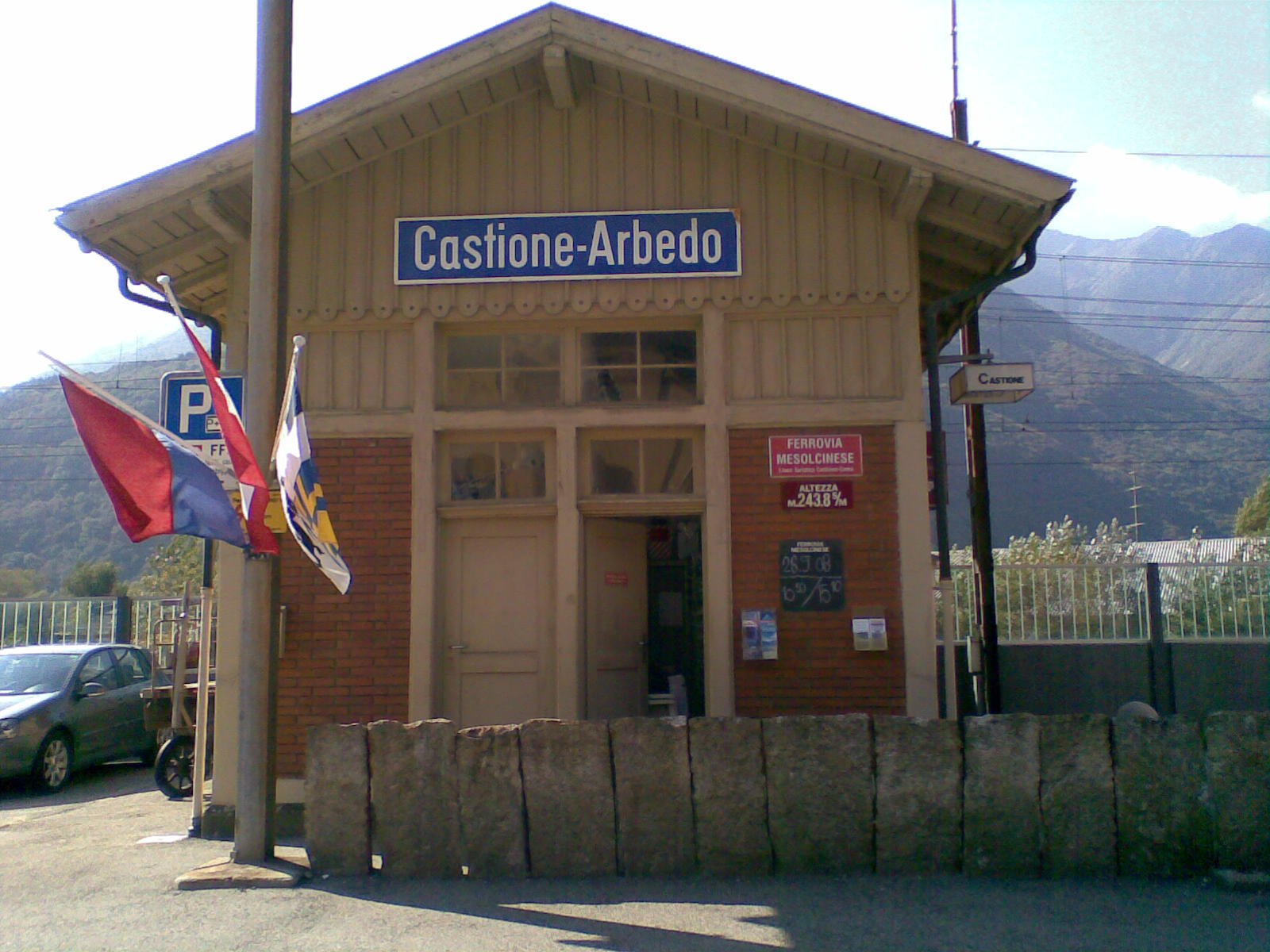
La Biglietteria
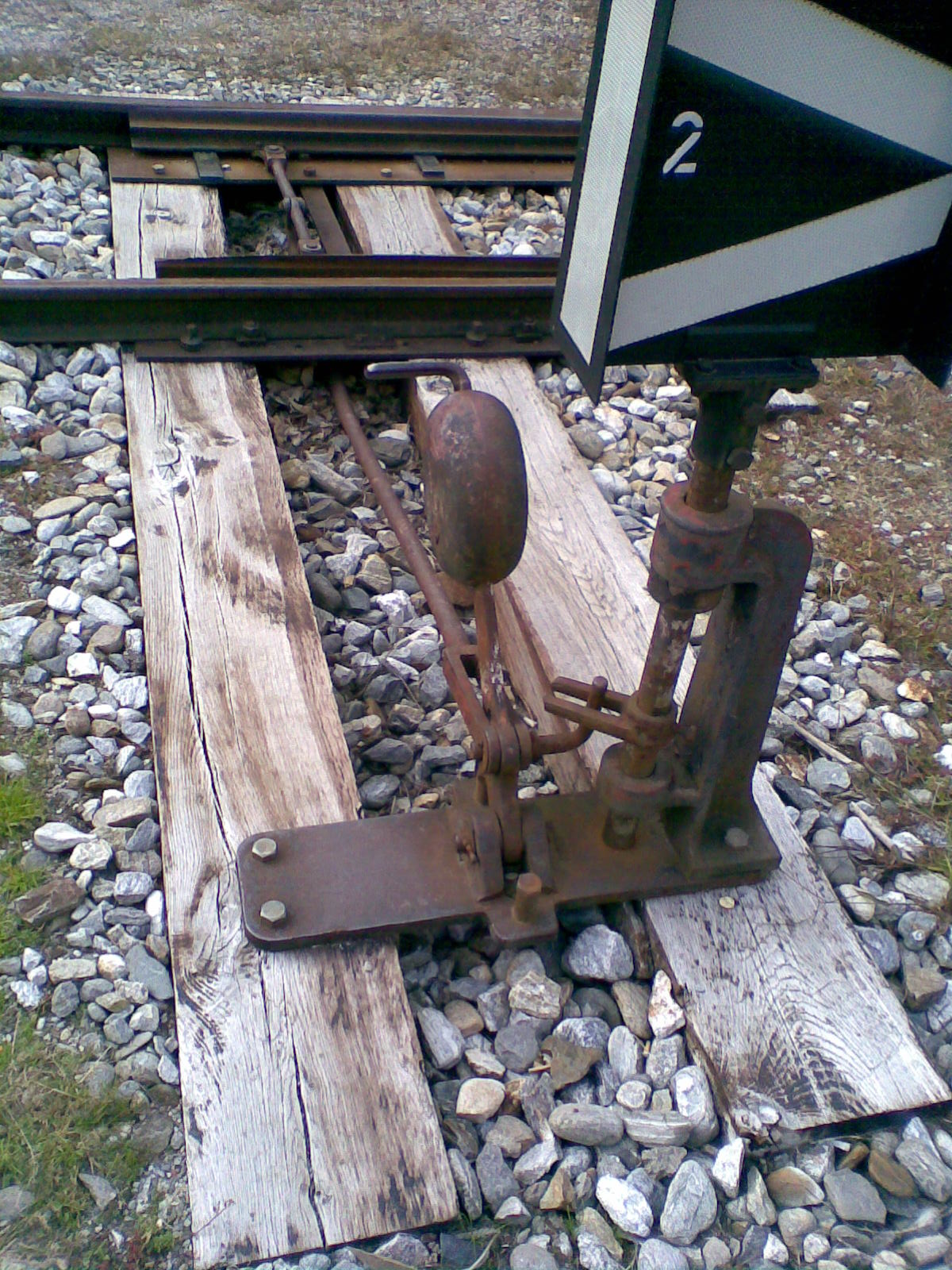
Un comando di scambio